# Tanganoides
Tanganoides là một chi nhện trong họ Amphinectidae. De soorten in het geslacht komen voor in Tasmanië.

## Soorten
- Tanganoides acutus (Davies, 2003)
- Tanganoides clarkei (Davies, 2003)
- Tanganoides collinus (Davies, 2003)
- Tanganoides greeni (Davies, 2003)
- Tanganoides harveyi (Davies, 2003)
- Tanganoides mcpartlan (Davies, 2003)